# Maria de Bearn
Maria de Bearn (segle xii) fou vescomtessa de Bearn.
Filla de Pere III de Gabardà i Brulhès, vescomte de Bearn i Matel·la de Baus, cosina del rei català, d'acord amb els seus barons, va retre homenatge al seu cosí Alfons el Cast, rei d'Aragó i comte de Barcelona.
El 1153, a la mort del seu pare, el vescomtat va passar a mans del seu germà Gastó V de Bearn tutelat, fins a la majoria d'edat el 1165 pel seu oncle Ramon Berenguer IV, rei d'Aragó i comte de Barcelona. Gastó es va casar amb Sança de Navarra i de Castella, filla del rei Garcia V de Navarra, amb qui no va tenir fills, i al morir el 1170 la successió va recaure en Maria.

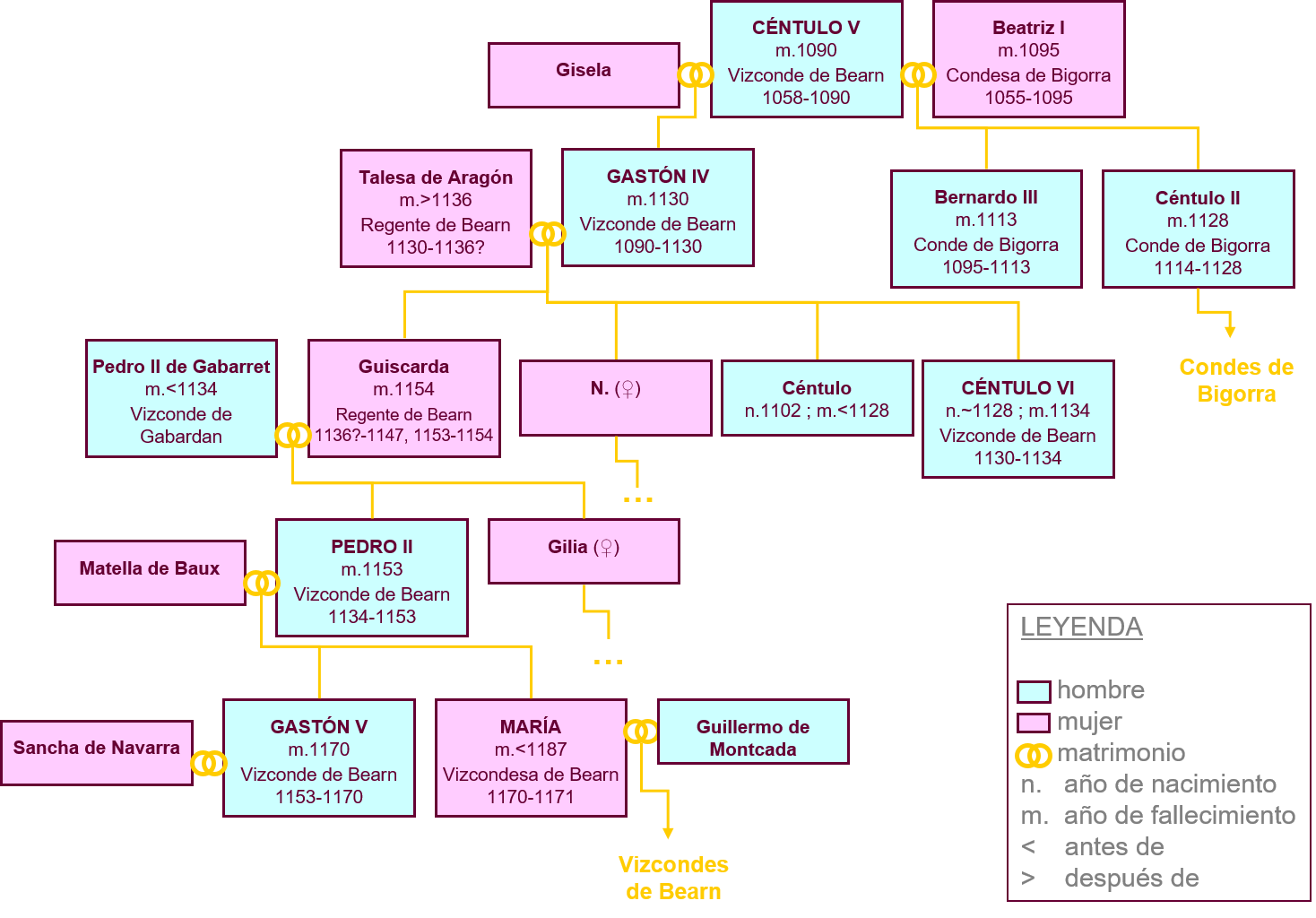
Genealogia de Maria de Bearn.

El primer acte del govern de Maria, el 30 d'abril de 1170 fou retre homenatge al seu cosí Alfons el Cast, rei d'Aragó i comte de Barcelona, que li va prometre casar-se amb qui aquest li aconsellés, i ho va fer amb Guillem I de Montcada, senescal del casal de Barcelona, amb qui va tenir dos fills bessons, Guillem Ramon i Gastó. Aquest matrimoni, però, va provocar una revolta al territori, que va escollir primer Teobald de Bearn, senyor de Bigorra, a qui van executar a l'any per no confirmar els furs i costums, i després a Sentouge de Bearn, el qual, després de governar dos anys, fou condemnat a mort i assassinat en la seva fugida.
El març de 1172 Guillem I de Montcada i de Bearn va voler rescatar per les armes les propietats de la seva muller però aquesta el va abandonar i retirar al monestir de Santa Cruz de Volvestre amb els seus fills nounats, i el rei Alfons li va permetre governar el territori sempre que aquest passés a un dels seus fills bessons, i els dos homes bons que van anar a veure a Maria van escollir Gastó, que dormint tenia les mans més obertes.
Es desconeix la data de la seva mort, però fou posterior a 1187.